# Königsdorf (Kreis Heiligenbeil)
Königsdorf war ein Ort im ostpreußischen Kreis Heiligenbeil. Seine Ortsstelle befindet sich heute im Munizipalkreis Rajon Bagrationowsk (Stadtkreis Preußisch Eylau) in der Oblast Kaliningrad (Gebiet Königsberg (Preußen)) in Russland.

## Geographische Lage
Die Ortsstelle Königsdorf liegt unmittelbar an der Grenze zum Stadtkreis Mamonowo im Südwesten der Oblast Kaliningrad, acht Kilometer nordöstlich der früheren Kreisstadt Heiligenbeil (russisch Mamonowo) bzw. 40 Kilometer nordwestlich der jetzigen Rajonshauptstadt Bagrationowsk (deutsch Preußisch Eylau).

## Geschichte
Königßdorff wurde im Jahre 1437 erstmals offiziell erwähnt und schrieb sich nach 1692 Königsdorf. 1874 wurde die Landgemeinde Königsdorf in den neu errichteten Amtsbezirk Quilitten (russisch Schukowka) im Kreis Heiligenbeil in Ostpreußen eingegliedert. 115 Einwohner zählte Königsdorf im Jahre 1910.
Am 30. September 1928 vergrößerte sich die Landgemeinde Königsdorf um die Nachbarorte Rauschnick (russisch Timirjasewo) und Dösenbruch (aus dem Amtsbezirk Groß Rödersdorf (russisch Nowosjolowo)), die beide eingemeindet wurden. Die Einwohnerzahl stieg dementsprechend bis 1933 auf 170 und belief sich 1939 auf 163.
Mit der Abtretung des gesamten nördlichen Ostpreußen kam auch Königsdorf 1945 in Kriegsfolge zur Sowjetunion. Über eine russische Namensgebung allerdings ist nichts bekannt, ebenso wenig über eine Zuordnung zu einem Dorfsowjet. Königsdorf gilt heute als untergegangener Ort. Er liegt heute im Rajon Bagrationowsk (Stadtkreis Preußisch Eylau) in der Oblast Kaliningrad (Gebiet Königsberg (Preußen)) der Russischen Föderation.

## Religion
Bis 1945 war Königsdorf in das Kirchspiel der evangelischen Kirche Bladiau (russisch Pjatidoroschnoje) in der Kirchenprovinz Ostpreußen der Kirche der Altpreußischen Union eingepfarrt.

## Verkehr
Die nur noch in geringem Maße wahrnehmbare Ortsstelle Königsdorf liegt an einem Landweg, der bei Timirjasewo (Rauschnick) von der Regionalstraße 27A-020 (frühere russische A 194, ehemalige deutsche Reichsstraße 1 und Europastraße 28) abzweigt und bis zur ebenfalls wüsten Ortsstelle Dösenbruch führt.